# Den sorte Sherif
Den sorte Sherif (originaltitel: Selfish Yates poster) er en amerikansk stumfilm fra 1918 instrueret af William S. Hart.

## Medvirkende
- William S. Hart
- Jane Novak - Mary Adams
- Bert Sprotte
- Harry Dunkinson
- Ernest Butterworth